# Franz von Bayros
Franz von Bayros (28. května 1866 – 2. dubna 1924) byl rakouský malíř a ilustrátor, známý především svým souborem erotických kreseb Erzählungen vom Toilettentisch. Jeho umělecká tvorba se řadí k dekadentnímu hnutí, pro které jsou typické erotické motivy a fantasmagorické výjevy.

## Život
Narodil se v Záhřebu v dnešním Chorvatsku. V 17 letech složil přijímací zkoušku na vídeňskou Akademii výtvarných umění. Pronikl do kruhu přátel Johanna Strausse mladšího a v roce 1896 se oženil s jeho nevlastní dcerou Alicí. Následující rok se přestěhoval do Mnichova. Roku 1904 zde pořádal svou první výstavu, která zaznamenala úspěch. Mezi lety 1904 a 1908 cestoval kvůli studiím do Paříže a do Itálie. Poté se vrátil do Vídně, kde v r. 1924 zemřel na krvácení do mozku.

Výběr z tvorby
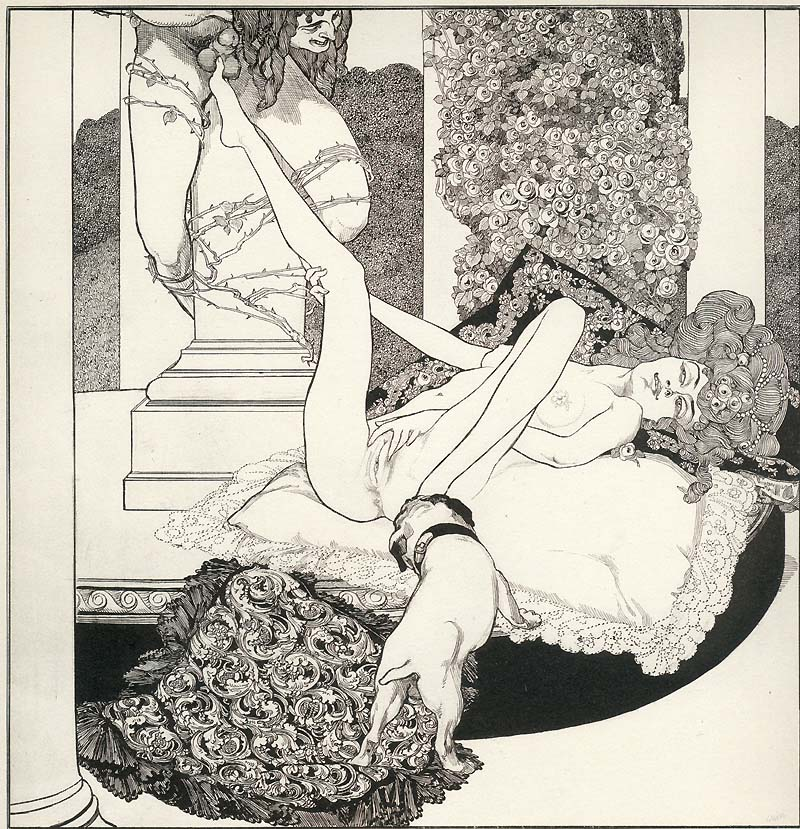
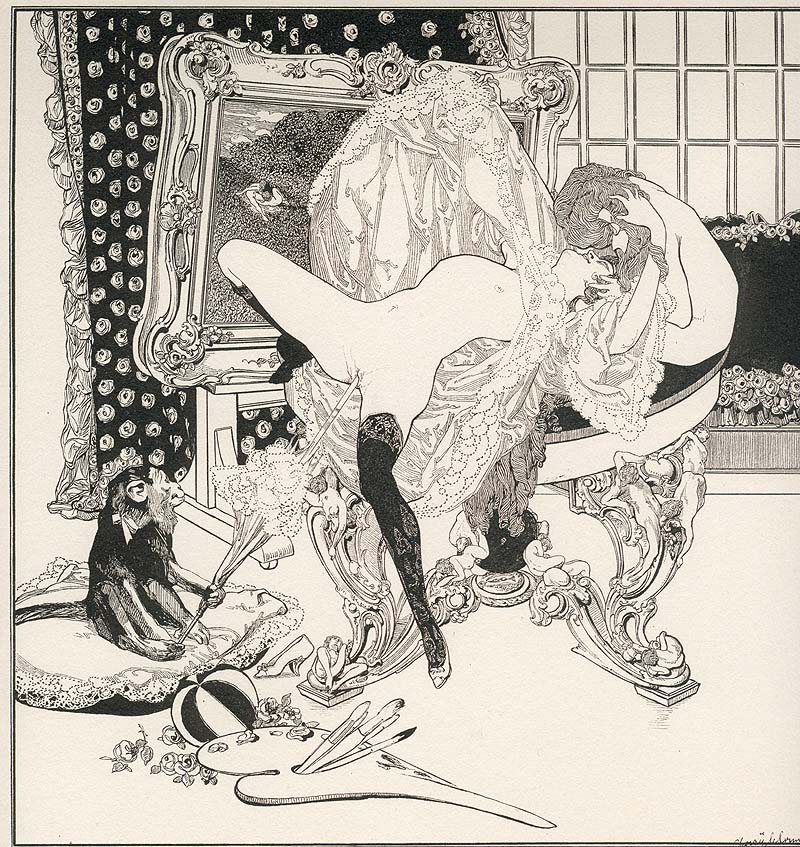
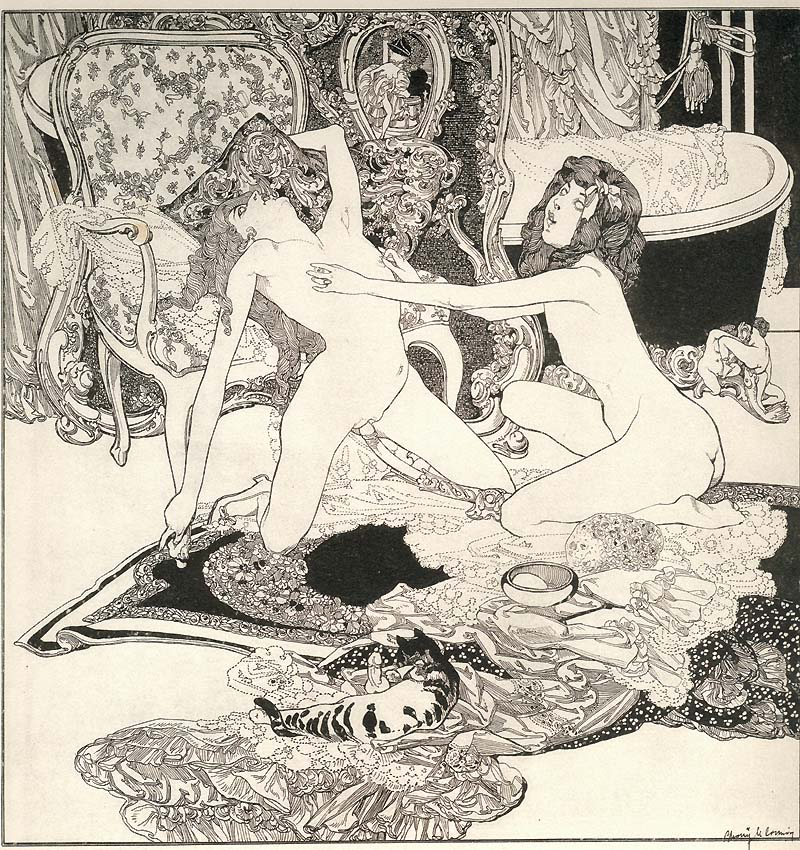